# Совхоз «КИМ»
Совхоз «КИМ» — посёлок в Спасском районе Татарстана. Административный центр Кимовского сельского поселения.

## География
Находится в юго-западной части Татарстана на расстоянии приблизительно 22 км по прямой на восток по прямой от районного центра города Болгар на берегу Куйбышевского водохранилища.

## История
Основан в 1917 году путём объединения села Михайловское и хутора Александровский.

## Население
Постоянных жителей было: в 1938 — 326, в 1949 — 284, в 1970 — 826, в 1979 — 717, в 1989 — 608, в 2002 — 575 (русские 91 %), 547 — в 2010.